# Залісся (Старосинявська селищна громада)
Залі́сся (до 1947 року — Шпиченці (Спиченці) — село в Україні, у Старосинявській селищній громаді Хмельницького району Хмельницької області. Населення становить 721 особу.

## Географія
Село Залісся розташоване за 84 км від обласного центру та 17 км від адміністративного центру селищної громади. У селі річка Шум впадає у річку Домаху.
Через село пролягає залізнична лінія Старокостянтинів I — Варшиця, на якій розташований пасажирський залізничний зупинний пункт Залісся.

## Історія
- У 1530 році село перейшло до Меджибізького округу.
- В 1542 році зруйноване татарами.
- З 1636 року у складі королівських маєтностей.
- З 1765 року належало Свіжавським.
- У XIX столітті селом володіли поміщики Корнилевські та Тржецяки.
- В селі існувала Свято-Покровська церква (збудована у 1773 році на кошти парафіян з матеріалу старої церкви, придбаної в місті Бар). За переказами цей храм був збудований на місці старого, невідомо коли зведеного. У 1878—1896 роках до церкви було приписане с. Чешки
- 1864 року — відкрита церковна школа, у 1892 році перетворену на церковно-парафіяльну (будівля зведена у 1863 році)[2].
- 7 (20) листопада 1917 року, відповідно до Третього Універсалу Української Центральної Ради, увійшло до складу Української Народної Республіки[3].
- 1 листопада 1921 року, під час Листопадового рейду, через Шпичинці проходила Подільська група (командувач — полковник Армії Української Народної Республіки Михайло Палій-Сидорянський).
- До 1947 року село мало назву — Шпичинці.
- 13 серпня 2015 року, в ході децентралізації, село увійшло до складу Старосинявської селищної громади.
- 19 липня 2020 року, в результаті адміністративно-територіальної реформи та ліквідації Старосинявського району, село увійшло до складу Хмельницького району[4].

## Населення

### Мова
Розподіл населення за рідною мовою за даними перепису 2001 року:
| Мова       | Кількість | Відсоток |
| ---------- | --------- | -------- |
| українська | 720       | 99.86%   |
| російська  | 1         | 0.14%    |
| Усього     | 721       | 100%     |

## Особистість
Уродженець села:
- Павліщев Микола Іванович — історик, народився у 1802 року в селі Спиченці Літинського повіту Подільської губернії в родині полковника Маріупольського гусарського полку.